# Judas Tadeo
Judas Tadeo fue, según el Nuevo Testamento, uno de los discípulos de Jesús de Nazaret, que formaba parte del grupo de «los doce» apóstoles. En el Evangelio de Mateo y el de Marcos se le llama simplemente Tadeo, mientras que en el Evangelio de Lucas y en los Hechos de los Apóstoles se le llama Judas de Santiago, aunque la identificación entre «Tadeo» y «Judas de Santiago» es tradicional, ha sido discutida por los especialistas.  En todos los casos, parece existir la tendencia de acompañar el nombre de «Judas» con alguna especificación, quizá por la preocupación de los escritores de aquellos textos por diferenciarlo de Judas Iscariote, el apóstol a quien se atribuye haber traicionado a Jesús.
El nombre «Judas» es una palabra hebrea (יהודה, Yehuda), que significa alabanzas sean dadas a Dios. «Tadeo», término proveniente del idioma arameo, significa el valiente, hombre de pecho robusto. También se lo llamó «Lebeo», que significa hombre de corazón tierno.
Junto con Simón el Cananeo, Judas Tadeo era uno de los apóstoles considerados como más judaizantes dentro del grupo de «los Doce». Según el Evangelio de Juan, fue testigo privilegiado de la Última Cena, durante la cual tuvo una participación activa explícita. La tradición eclesiástica le atribuye la autoría de la epístola de Judas, punto también debatido por los biblistas.
La escasez de datos sobre Judas Tadeo y algunas identificaciones equívocas de su persona se vieron reflejadas en la variedad iconográfica que lo caracteriza. Se lo representó con una maza o un mazo, herramienta con la que —según la tradición católica— sufrió martirio (hasta el siglo XIV se personificó con frecuencia con alabarda o hacha, e incluso con espada). La «regla doblada», con la que también se suele representar, es una estilización del sable shamsir de origen persa, arma con la que asimismo se atribuye su decapitación. A menudo sus representaciones portan una imagen de Jesús, a veces con forma de medallón, en el pecho, en recuerdo de la leyenda contenida en el libro La Leyenda Dorada según la cual este apóstol habría llevado el mandylion a la corte del rey Abgaro V de Edesa, para sanarle, aunque en realidad, de acuerdo con Eusebio de Cesarea quien fue a sanar al rey Abgar V fue Tadeo de Edesa, uno de los setenta y dos discípulos mencionados en Lucas, error a pesar del cual se popularizó la iconografía del medallón en el pecho de Judas Tadeo. También se lo representa con una llama de fuego sobre su cabeza, significando su presencia en Pentecostés, y un rollo en representación de la epístola de Judas, uno de los libros canónicos, que la tradición eclesiástica tendió a atribuirle. En el simbolismo medieval, se consideró la piedra preciosa crisoprasa como atributo del apóstol Judas Tadeo.
Actualmente, la tradición católica lo venera como el santo de las causas difíciles y desesperadas. Su festividad se celebra en la liturgia católica romana el 28 de octubre, aunque popularmente suele ser recordado el día 28 de cada mes, en la liturgia hispánica-mozárabe se celebra el 1 de julio; mientras que en las Iglesias orientales se celebra el 19 de junio.

## Nombre de Judas Tadeo

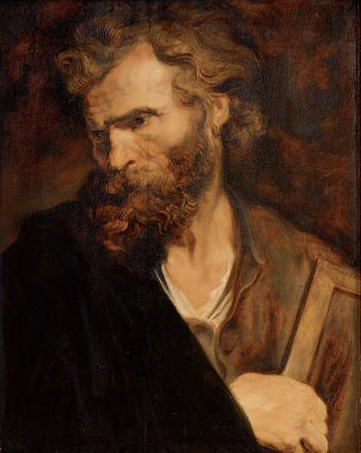
El apóstol Judas Tadeo (c. 1619/1621), de Anton van Dyck. Museo de Historia del Arte de Viena.

Judas Tadeo, quien según la tradición católica —no así en el protestantismo— sería hijo de Cleofás y posiblemente hermano de otro apóstol, Santiago el Menor, parece haber gozado de varios nombres. Jerónimo de Estridón lo llamó «el Trinomio», es decir, con tres nombres.
«Judas» es una palabra hebrea que significa «alabanzas sean dadas a Dios». El término poseía una significación positiva, que posteriormente tornaría en negativa debido a otro apóstol, Judas Iscariote, nombre proverbial en el habla popular y símbolo universal de traición y alevosía.
«Tadeo» puede significar «el valiente», «hombre de pecho robusto». El término proviene del arameo «taddà’», que quiere decir «pecho» y, por lo tanto, suele implicar «magnanimidad». De allí también la variante «Lebeo», proveniente de una raíz hebrea que hace referencia al corazón, y que significaría «hombre de corazón tierno» o «niño del corazón». Aunque menos probable, también se ha atribuido el término «Tadeo» a una abreviación derivada del nombre griego «Teodoro» o «Teódoto».
Algunos escrituristas, sin embargo, sostuvieron que Judas de Santiago y Judas Tadeo no serían la misma persona. Se han propuesto teorías alternativas para explicar la discrepancia entre los evangelios: el reemplazo no registrado de uno por el otro durante el ministerio de Jesús causado por apostasía o muerte; la posibilidad de que el número de doce para los apóstoles fuera un número simbólico o una estimación; o, simplemente, que los nombres no fueron registrados perfectamente por la Iglesia primitiva. Con todo, estas líneas de interpretación son hasta ahora minoritarias. Algunos autores que sostienen la línea de pensamiento clásica indican que, dado que el nombre «Judas» resultó tan mancillado por Judas Iscariote, resulta natural que los Evangelios de Marcos y de Mateo se refieran a «Judas de Santiago» con el nombre alternativo: «Tadeo».

Incluso en los Evangelios, los evangelistas se sentían avergonzados de mencionar el nombre de Judas. Su prejuicio es bastante evidente. En el pasaje en el que (el Evangelio de) San Juan habla de Tadeo, pasó rápidamente sobre el nombre, y se apresuró a añadir: «Judas, no el Iscariote...» Aún más sorprendente es el hecho de que ni Mateo ni Marcos mencionan nunca el nombre completo de este apóstol, Judas Tadeo, sino que simplemente lo llamaron «Tadeo». Uno puede asumir correctamente que los evangelistas querían restablecer el buen nombre de este apóstol entre sus compañeros y, sobre todo, entre la gente. Utilizando sólo su apellido, podrían eliminar cualquier estigma que su nombre podría haberle dado.
Otto Hophan

## Judas Tadeo en la Biblia
Por lo comentado anteriormente, Judas Tadeo es así llamado tradicionalmente por unir al menos dos nombres diversos: mientras los Evangelios de Mateo y de Marcos lo llaman simplemente «Tadeo» (o su variante, «Lebeo»), Lucas en su Evangelio y en los Hechos de los Apóstoles lo llama «Judas de Santiago».

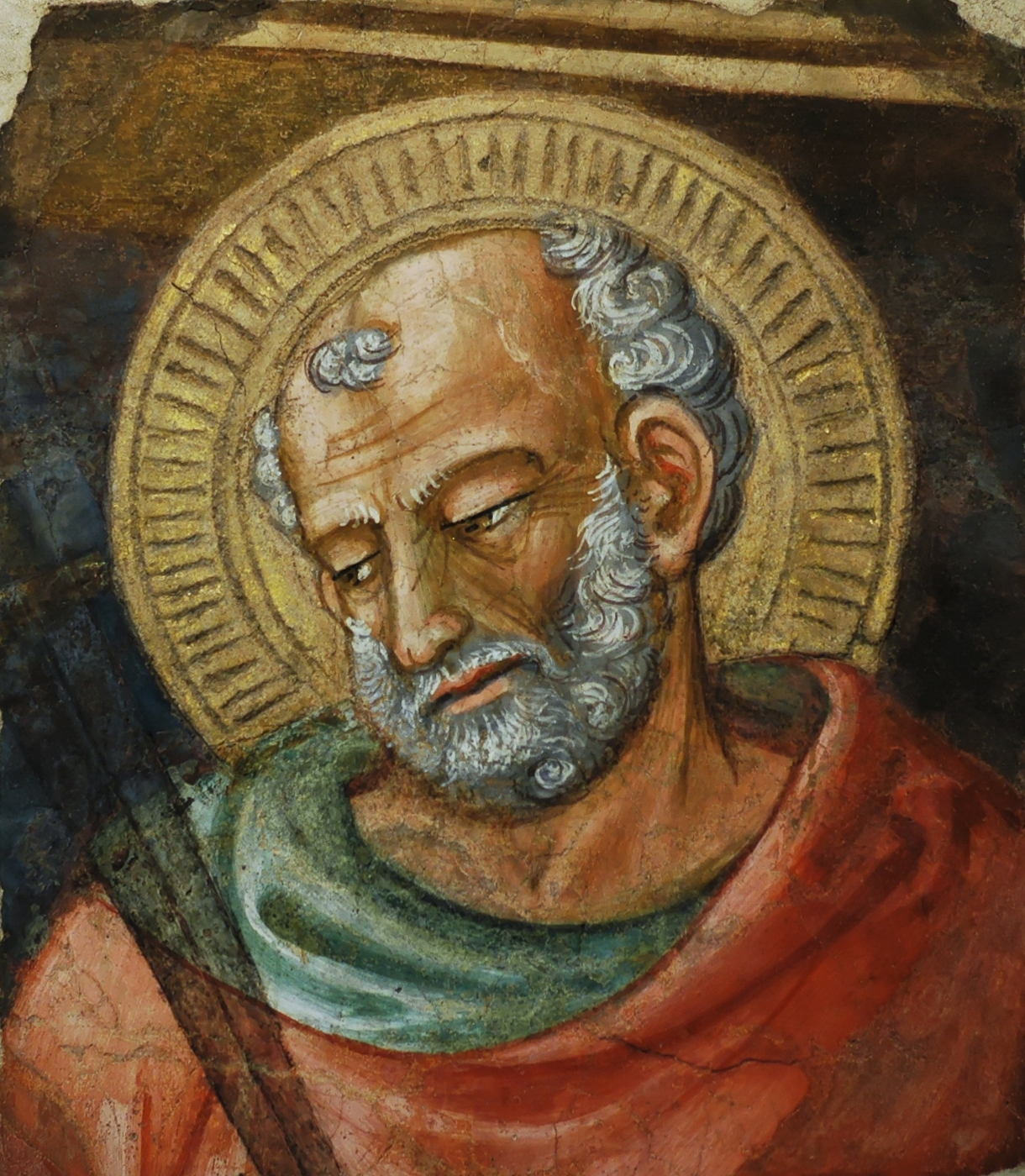
San Judas Tadeo, fragmento de un fresco realizado por Bicci di Lorenzo (1373–1452). Museo dell'Opera del Duomo (Florencia).

Forma parte del llamado «tercer grupo de apóstoles». Junto con Simón el Cananeo (o Simón el Zelote) y Judas Iscariote, son los apóstoles más judaizantes. La expresión «Judas de Santiago» que aparece en Lucas 6, 16 puede entenderse como «hijo» o también «hermano» de Santiago. Si acaso significara «hijo de Santiago», sería definitivamente distinto de «Judas, hermano de Santiago» (o «hermano de Jacobo» en la traducción de Reina-Valera), autor de la Epístola homónima.
Judas Tadeo es uno de los apóstoles menos mencionado. En los Evangelios, además de la aparición de su nombre en la nómina de apóstoles, sólo es nombrado una vez, en el Evangelio de Juan, donde el evangelista menciona una petición de Judas Tadeo a Jesús durante la Última Cena:

Le dice Judas –no el Iscariote–: «Señor, ¿qué pasa para que te vayas a manifestar a nosotros y no al mundo?» Jesús le respondió: «Si alguno me ama, guardará mi Palabra, y mi Padre lo amará, y vendremos a él, y haremos morada en él.»
Evangelio según San Juan 

La pregunta define en parte la personalidad atribuida a Judas Tadeo:
- En primer término, llama la atención la dificultad que produce llevar un nombre que remite al traidor, lo que provoca que el propio evangelista haga la aclaración: «Le dice Judas –no el Iscariote–». Bastan estas breves palabras del Evangelio de Juan para configurar la fisonomía espiritual de un hombre que debió cargar valientemente toda su vida con un nombre con una connotación muy negativa.

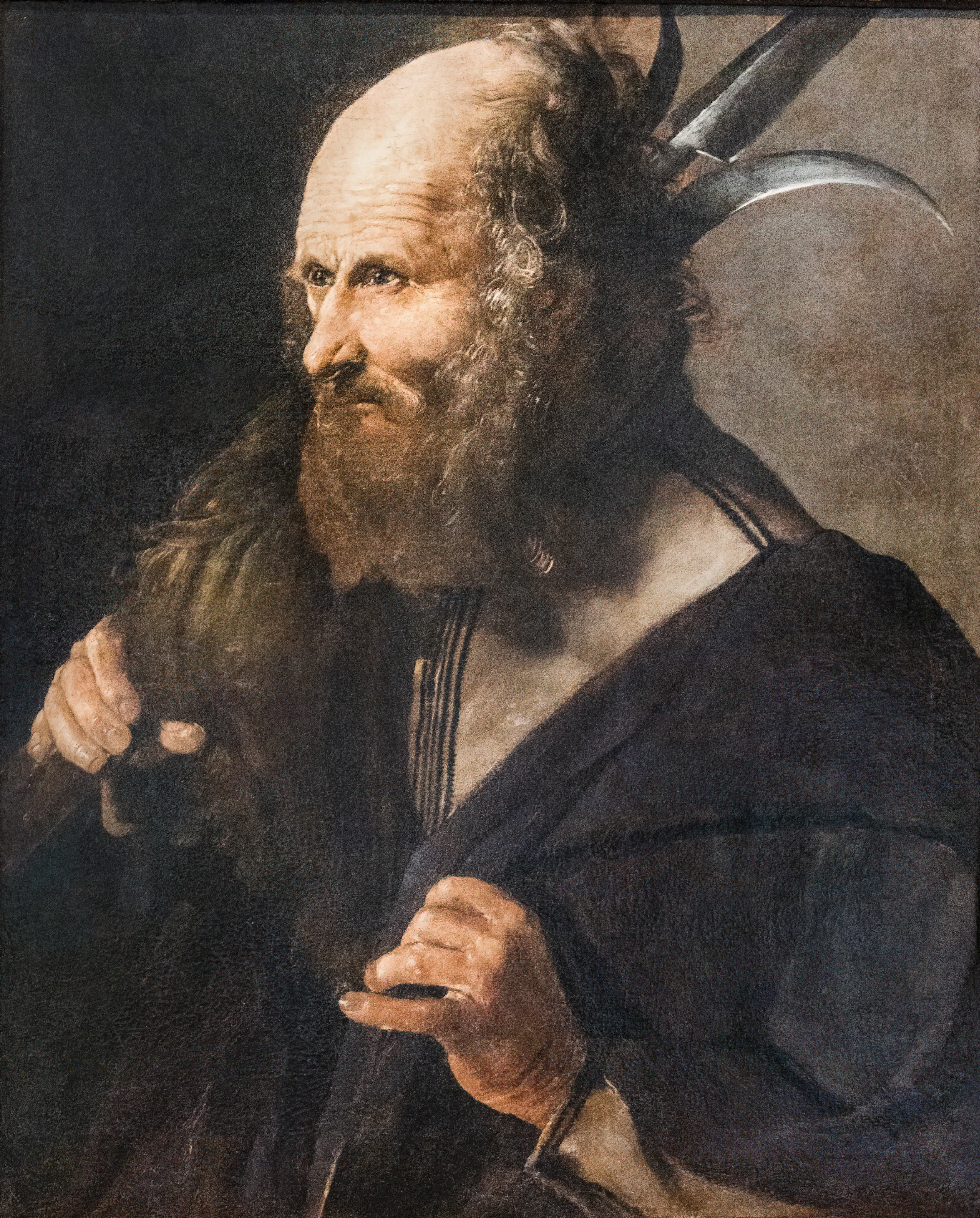
San Judas Tadeo (c. 1615-1620), de Georges de La Tour. Museo Toulouse-Lautrec, Albi, Francia.

- La pregunta de Judas Tadeo es un eco de la objeción que los judíos y paganos presentaban a los cristianos que afirmaban la resurrección de Jesucristo.

- Comentando la pregunta de Judas Tadeo, el papa Benedicto XVI escribió:

También nosotros preguntamos al Señor: ¿por qué el Resucitado no se ha manifestado en toda su gloria a sus adversarios para mostrar que el vencedor es Dios? ¿Por qué sólo se manifestó a sus discípulos? La respuesta de Jesús es misteriosa y profunda(...): al Resucitado hay que verlo y percibirlo también con el corazón, de manera que Dios pueda poner su morada en nosotros. El Señor no se presenta como una cosa. Él quiere entrar en nuestra vida y por eso su manifestación implica y presupone un corazón abierto.
Benedicto XVI

Si se identifica a Judas Tadeo con Judas de Santiago, también es mencionado en los Hechos de los Apóstoles, como uno de aquellos que, después de la resurrección y ascensión de Cristo, permanecieron orantes a la espera de la venida del Espíritu Santo:

"Entonces se volvieron a Jerusalén desde el monte llamado de los Olivos, que dista poco de Jerusalén, el espacio de un camino sabático. Y cuando llegaron, subieron a la estancia superior, donde vivían. Pedro, Juan, Santiago y Andrés; Felipe y Tomás; Bartolomé y Mateo; Santiago de Alfeo, Simón el Zelotes y Judas de Santiago. Todos ellos perseveraban en la oración, con un mismo espíritu en compañía de algunas mujeres, de María, la madre de Jesús, y de sus hermanos."
Hechos de los Apóstoles 

## Hagiografía, tradiciones y leyendas
Según la tradición oriental, Judas Tadeo habría muerto en Beirut de Edessa (Líbano), mientras que para la tradición occidental —tal como aparece en el martirologio romano desde el siglo VIII— evangelizó la Mesopotamia para luego reunirse con Simón el Cananeo y predicar varios años en Persia (incluyendo la zona de la actual Armenia) para ser martirizados en Suamir (Persia), aproximadamente en el año 62 de nuestra era.

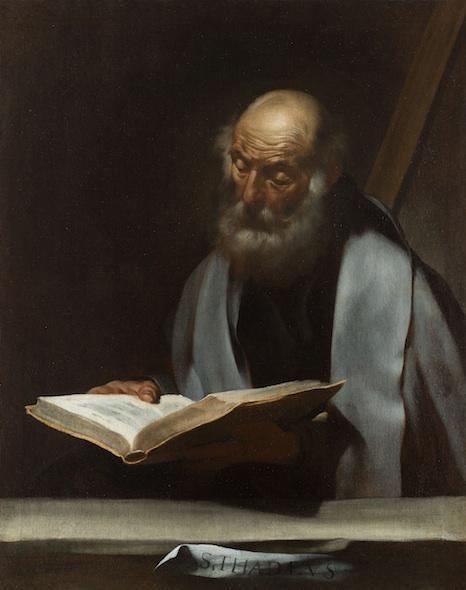
San Judas Tadeo (ca. 1609-1610), óleo sobre lienzo de José de Ribera

En la tradición siria se ha identificado a Tadeo con Addai, el mensajero que -por encargo de Jesús- le habría llevado una imagen de su maestro al rey Abgaro V de Edessa (también conocido como Abgar) cuando estaba enfermo, con la finalidad de que se curase. Eusebio de Cesarea recoge la historia de Tadeo y el soberano de Edessa señalando que, luego de la resurrección y ascensión de Jesucristo, «Tomás —uno de los doce apóstoles—, envió a Edessa como heraldo y evangelista de la enseñanza de Cristo a Tadeo (que pertenecía a los setenta y dos discípulos de Cristo)» con lo que la promesa de Jesús se completó.  Eusebio distingue entre Tadeo el Apóstol (miembro del grupo de los doce) y Tadeo, uno de los setenta y dos, por lo cual la identificación entre ambos derivaría de una confusión. Sin embargo, en esta tradición se basó el esquema de un tríptico de íconos de ca. 950, del monasterio del Sinaí, del que se perdió el panel central -probablemente conteniendo una imagen de Cristo-; en el panel izquierdo está representado un joven e imberbe Tadeo, vistiendo palio y túnica; y en el panel derecho, el primer rey cristiano de Edessa, el rey Abgar, recibiendo el mandylion. El medallón conteniendo el retrato de Cristo, con el que se representa modernamente a Judas Tadeo, proviene de esa tradición legendaria.

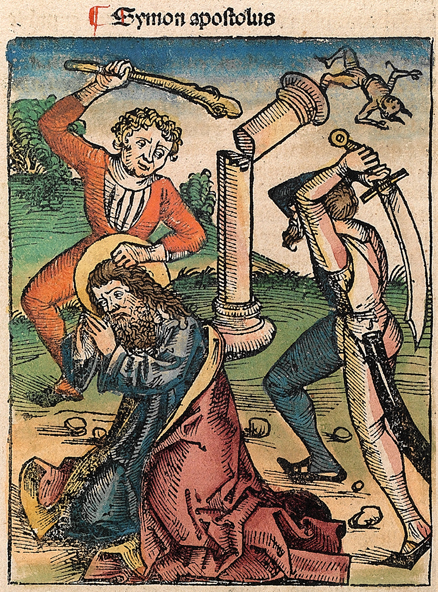
San Judas Tadeo, martirizado con maza y decapitado con shamsir. Hartmann Schedel, Crónicas de Núremberg.

Existe una Pasión de origen latino, llamada Hechos de Simón y Judas, que Lipsius atribuye al siglo IV o V. En ella se narran los milagros, conversiones y martirios de estos apóstoles. Se encuentra en la denominada Colección de Abdías. El relato se sitúa en Persia y Babilonia.
Según el relato, después de predicar y obrar milagros, convirtieron al cristianismo al rey Acab de Babilonia. Luego, su tránsito por Persia habría sido más tortuoso y difícil. En su peregrinaje junto con Simón el Cananeo, recorrieron todo el territorio predicando, convirtiendo y bautizando a sus habitantes. Al entrar a la ciudad de Suamir, habían sido sorprendidos por dos hechiceros paganos llamados Zaroes y Arfaxat que les obligaron a adorar a sus dioses.  Al negarse a adorar a sus dioses, ambos fueron sentenciados a muerte.
Según la tradición católica, a Simón el Cananeo lo martirizaron aserrándolo por medio, y a Judas Tadeo le habrían aplastado la cabeza con una maza y se la habrían seccionado con un hacha o un shamsir. De allí que se lo represente con alguno de estos instrumentos de muerte en la mano. Hasta el siglo XIV se personificó también a Judas Tadeo con alabarda (ver imagen de San Judas Tadeo en la Basílica de San Juan de Letrán), o con espada.

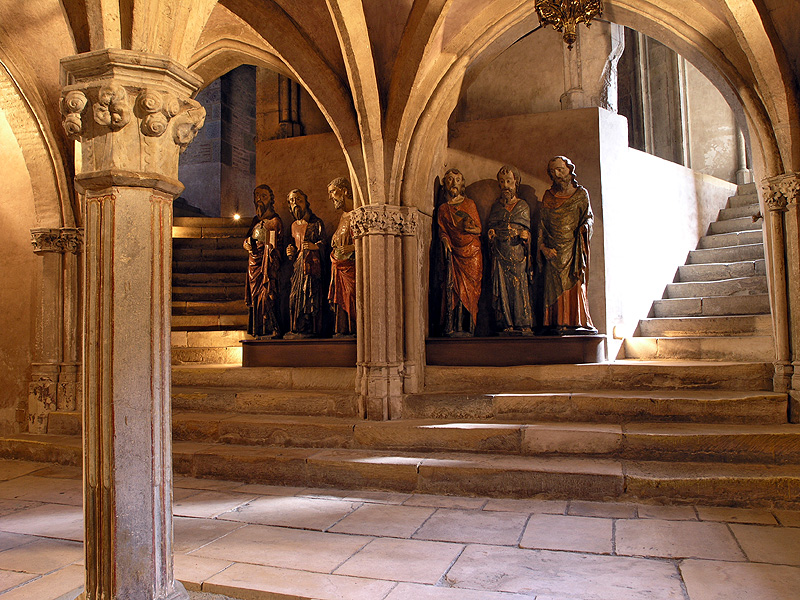
Estatuas en madera policromada que representan a seis apóstoles, ubicadas en la cripta de la Basílica de San Saturnino de Toulouse en Francia. La cuarta representa a Judas Tadeo con una maza en la mano derecha. Esta basílica se atribuye la guarda de algunas reliquias del apóstol.

Al conocer la noticia de la muerte de estos apóstoles, el rey Acab de Babilonia habría invadido el lugar con sus soldados, recogido los cuerpos de Judas Tadeo y Simón el Cananeo, y llevado los mismos a la ciudad de Babilonia. Cuando los musulmanes invadieron Babilonia, los restos habrían sido sacados secretamente y llevados a Roma. En el año 800, el papa León III le presentó a Carlomagno un conjunto de restos óseos, declarando que eran las reliquias de ambos santos. Carlomagno habría conducido una parte donada de esas reliquias a Francia. Hoy, parte de las reliquias se veneran en una cripta de la Basílica de San Pedro y otra parte en la Basílica de San Saturnino de Tolosa, en Toulouse (Francia).
Por ello, la Iglesia de occidente celebra conjuntamente a Judas Tadeo y Simón el Cananeo, en tanto que la Iglesia de oriente desglosa las respectivas festividades.
Según otra tradición, las reliquias habrían sido llevadas a un monasterio del rito armenio localizado en una de las islas del lago Issyk-Kul, en Kirguistán, donde habrían permanecido hasta mediados del siglo XV. Posteriormente, las reliquias habrían permanecido allí, o habrían sido trasladadas a un lugar aún más recóndito, en la Cordillera del Pamir (que abarca Kirguistán, Tayikistán, Afganistán, Pakistán y China).
Judas Tadeo es venerado por la Iglesia Católica como avocado y patrón de las causas imposibles, difíciles y desesperadas.

## Celebraciones litúrgicas

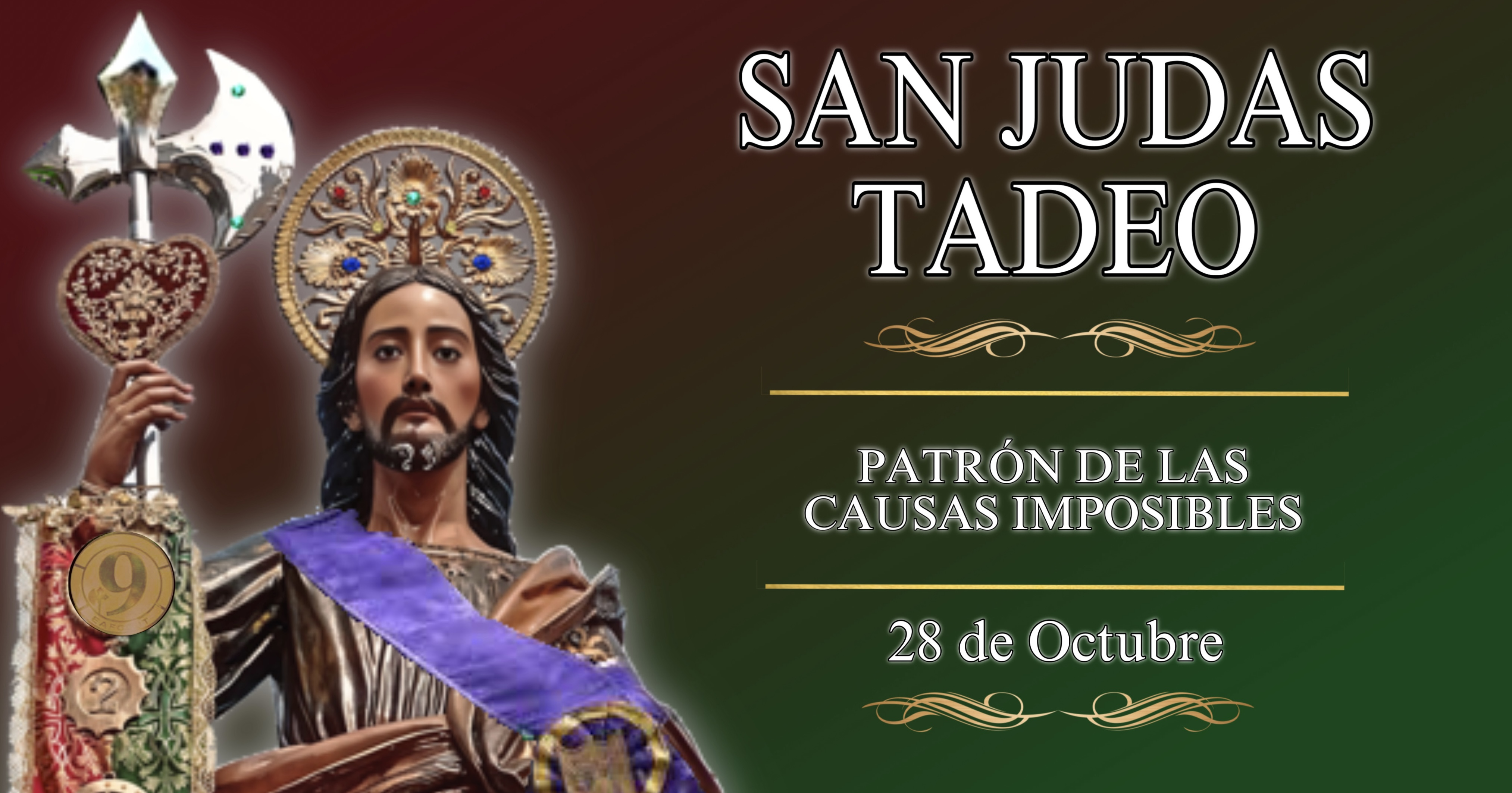

Las celebraciones a Judas Tadeo el Apóstol se registraron en la liturgia de Occidente en general [Occidentales Liturgiae, por ejemplo, Calendarium anglicanum (550-650), Liturgia mozarábica (930)] y en diferentes calendarios y martirologios antiguos en particular, entre ellos, el Kalendarium antiquissimum, Kalendarium floriacense, Kalendarium mantuanum, Kalendarium vallumbrosanum, Kalendarium verdinense, Kalendarium stabulense, Martyrologium Ecclesiae antissiodorensis, etc. En todos se celebraba el natalicio para la eternidad de los apóstoles Simón y Judas (Natale apostolorum Simonis et Judæ), el 28 de octubre (es decir, V Kalendas Novembris). En la liturgia medieval hispánica, tal y como puede verse en calendarios de la época, como por ejemplo, el que está en el Antifonario de León, y en el rito hispano-mozárabe revisado, los santos Simón y Judas, apóstoles, se celebran el 1 de julio. En la liturgia ortodoxa se celebra el 19 de junio.

## La epístola de Judas

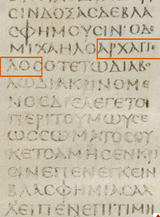
Versículo 9 de la epístola de Judas en el Codex sinaiticus, datado de 350 d. C.

A Judas Tadeo se le solía atribuir la autoría de la Epístola de Judas, una de las cartas del Nuevo Testamento conocidas como cartas «católicas» porque no están dirigidas a una iglesia local determinada, sino a un círculo más amplio de destinatarios.
El autor de esta breve epístola se presenta como «Judas, siervo de Jesús, hermano de Santiago» (versículo 1). Puesto que este «Santiago» es probablemente el «hermano del Señor», un importante dirigente de la primitiva Iglesia de Jerusalén, es muy verosímil que también Judas sea uno de los «hermanos del Señor». Otros autores consideran que podría ser sólo hermanastro o primo de Santiago.

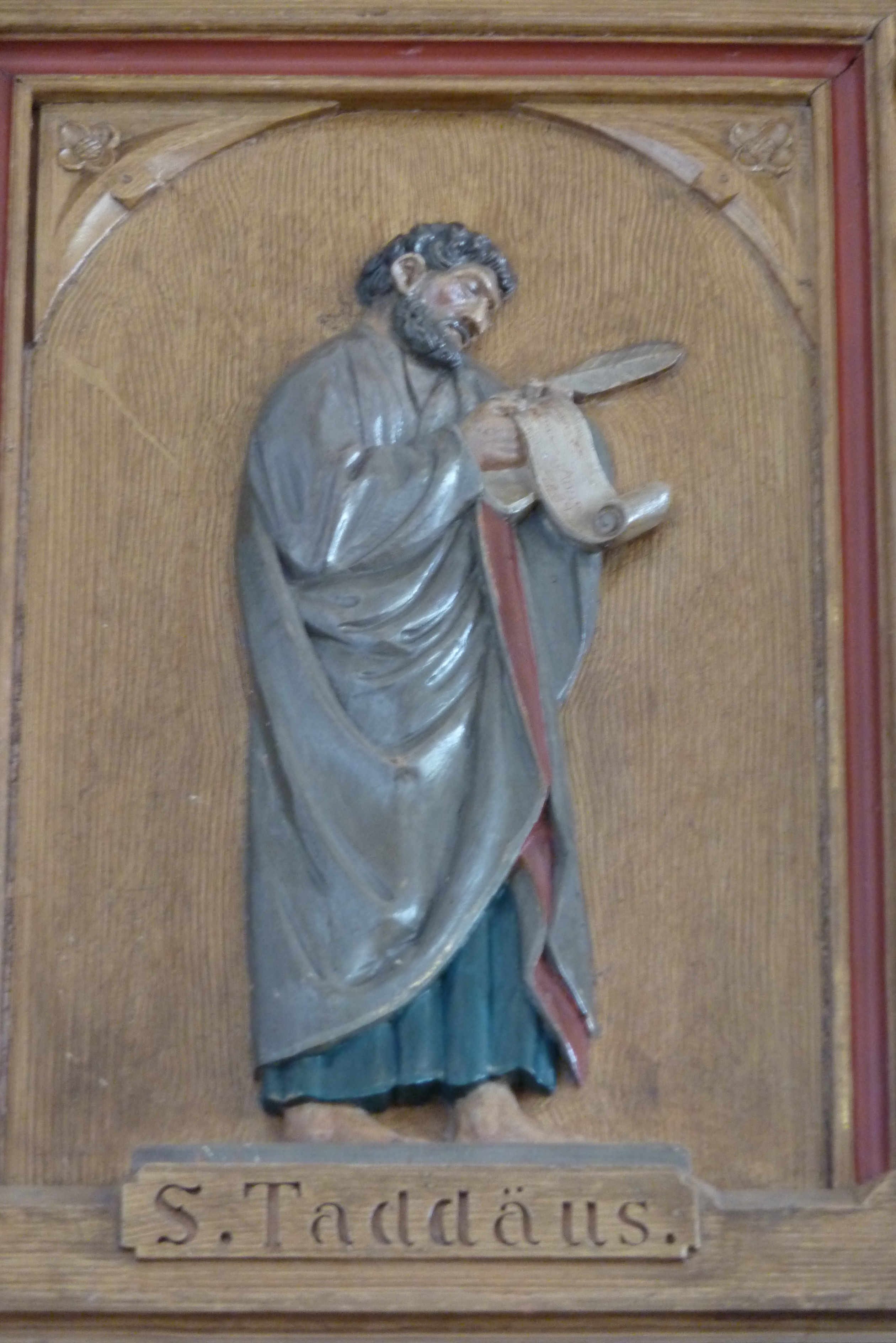
Representación de Judas Tadeo con un rollo en la mano, en alusión a la epístola de Judas que la tradición eclesiástica tendió a atribuirle. Galería de la Iglesia católica de S. Walburga (Gelsdorf, Alemania).

La tradición eclesiástica tendió a identificar a este Judas con el apóstol Judas Tadeo. Sin embargo, un número significativo de exégetas actuales, incluyendo varios católicos, se inclinan por negar esta identificación alegando las mismas razones que en el caso de la epístola de Santiago. La Biblia de Jerusalén especifica:

Judas, que se llama «hermano de Santiago», v. 1, parece presentarse también como uno de los «hermanos del Señor». No hay nada que obligue a identificarlo con el apóstol del mismo nombre. Por lo demás, él mismo parece distinguirse del grupo apostólico [al cual nombra en el versículo 17, aparentemente sin incluirse]. Pero tampoco hay razón que obligue a imaginarse una seudonimia que no estaría suficientemente justificada dada la poca importancia del personaje suplantado.
Biblia de Jerusalén

Uno de los argumentos más fuertes a favor de la hipótesis de la autoría de la epístola por parte de Judas Tadeo es la escasa probabilidad de que cualquier autor haya utilizado como seudónimo el nombre de «Judas». Por esa razón algunos estudiosos sostienen que el autor de la carta de Judas nos habría dejado su nombre real.

## Devoción popular
Judas Tadeo es considerado uno de los santos más invocados popularmente. En el catolicismo, es el patrono de las causas difíciles o desesperadas. Existen diferentes plegarias de petición a Cristo por intercesión de Judas Tadeo. A modo de ejemplo:

¡Glorioso apóstol San Judas Tadeo! Por causa de llevar el nombre de quien entregó a nuestro querido Maestro en manos de sus enemigos,  muchos os han olvidado. Pero la Iglesia os honra e invoca como Patrón de los casos difíciles y desesperados. Ruega por nosotros, que somos pecadores, y haz uso os rogamos de ese privilegio especial a vos concedido por nuestro Señor, de socorrer visible y prontamente cuando casi se ha perdido toda esperanza. Ven en nuestra ayuda en esta gran necesidad, e intercede ante nuestro Señor para que recibamos su consuelo y socorro en medio de nuestras tribulaciones y sufrimientos. Que bendiga Dios a vos y a todos los escogidos por toda la eternidad. Amén.

### Historia en Europa y América
Los dominicos  comenzaron a trabajar en la actual Armenia poco después de la aprobación de la Orden de predicadores en 1216. En aquel tiempo, había una devoción importante a Judas Tadeo en esa área, tanto por parte de cristianos católicos como de cristianos ortodoxos, la cual duró hasta que tuvieron lugar persecuciones y expulsiones sucesivas de las minorías cristianas en la región. La devoción a San Judas Tadeo comenzó de nuevo en el siglo XIX en Italia y España, extendiéndose por América Latina y, finalmente, por los Estados Unidos, a partir de Chicago y de su zona de influencia, debido al trabajo de los claretianos y los dominicos en el década de 1920.

### Perú

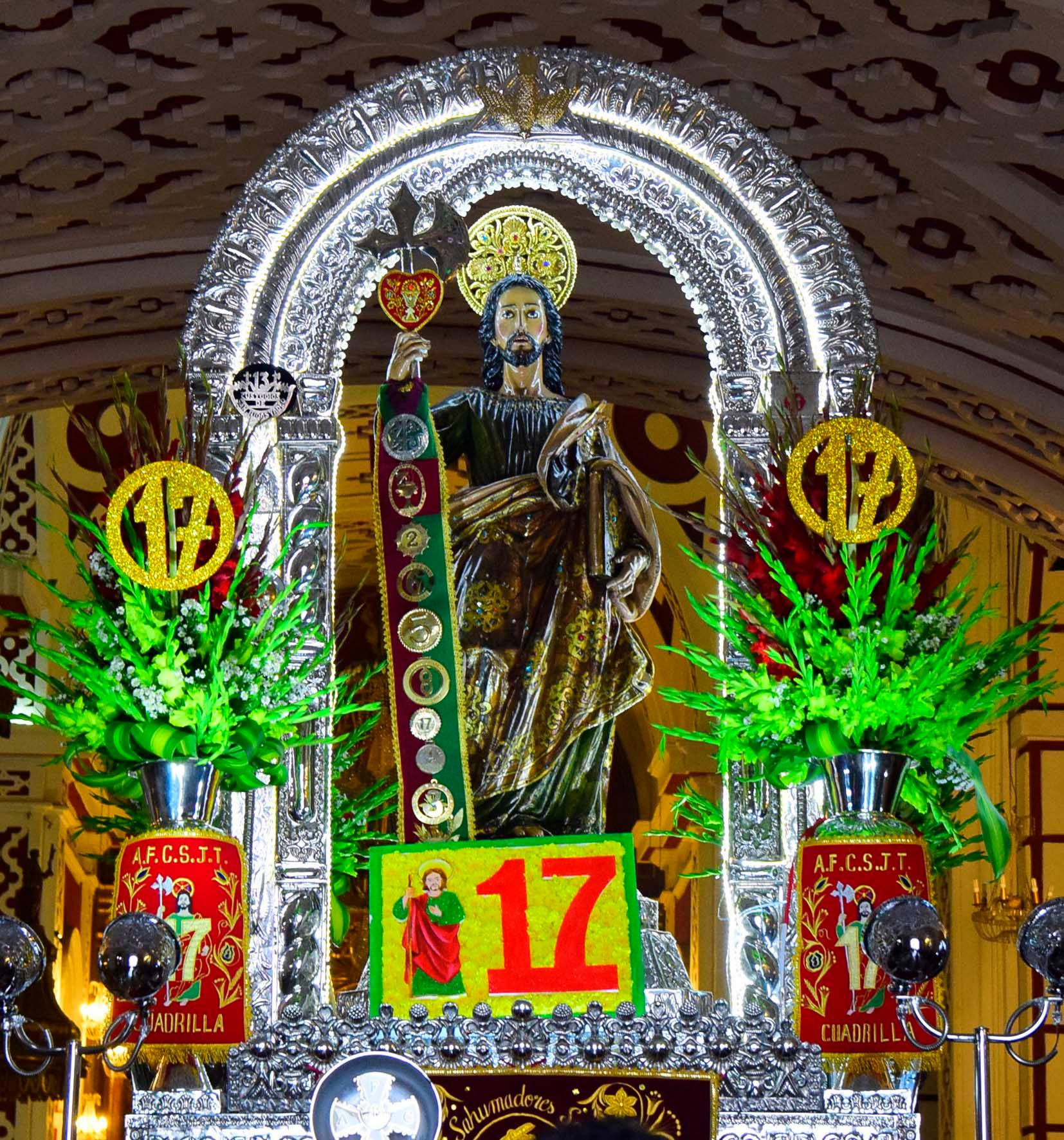
Imagen titular en el Perú de San Judas Tadeo de la Basílica de San Francisco de Lima.

En Lima (Perú), el 28 de octubre de 1753 se inician los cultos públicos a San Judas Tadeo. El 28 de septiembre de 1941 se fundó el Apostolado Franciscano de Caballeros de San Judas Tadeo, en torno al santo venerado en la antigua iglesia de San Francisco. Allí se guardan restos óseos que, según fray José María Garmendia, pertenecían a los restos de Toulouse. Dicha hermandad cuenta con 18 cuadrillas de cargadores, más un grupo de sahumadoras, cofradía de damas y congregación femenina. La primera procesión de la sagrada imagen se dio el 4 de enero de 1942 por los alrededores de la plazuela de la iglesia de San Francisco con la asistencia de varios fieles. El 28 de septiembre del 2017, su festividad fue declarada Patrimonio Cultural de la Nación por el Ministerio de Cultura del Perú. Las fechas de sus recorridos procesionales normalmente son los 2 domingos (en años ocasionales, 3) siguientes al 28 de octubre, día central de la festividad donde se realiza la ceremonia de entronización de la imagen religiosa en sus sagradas andas de plata.
Gracias a la fundación de la primera hermandad, varios grupos de fieles tomaron la iniciativa de formar otras ejemplares en varios distritos como:
- La HSJT de la Parroquia de Santa Ana (Barrios Altos).
- La HSJT de Mirones Bajo.

- La HSJT de Villa El Salvador.
- La HSJT del Callao.

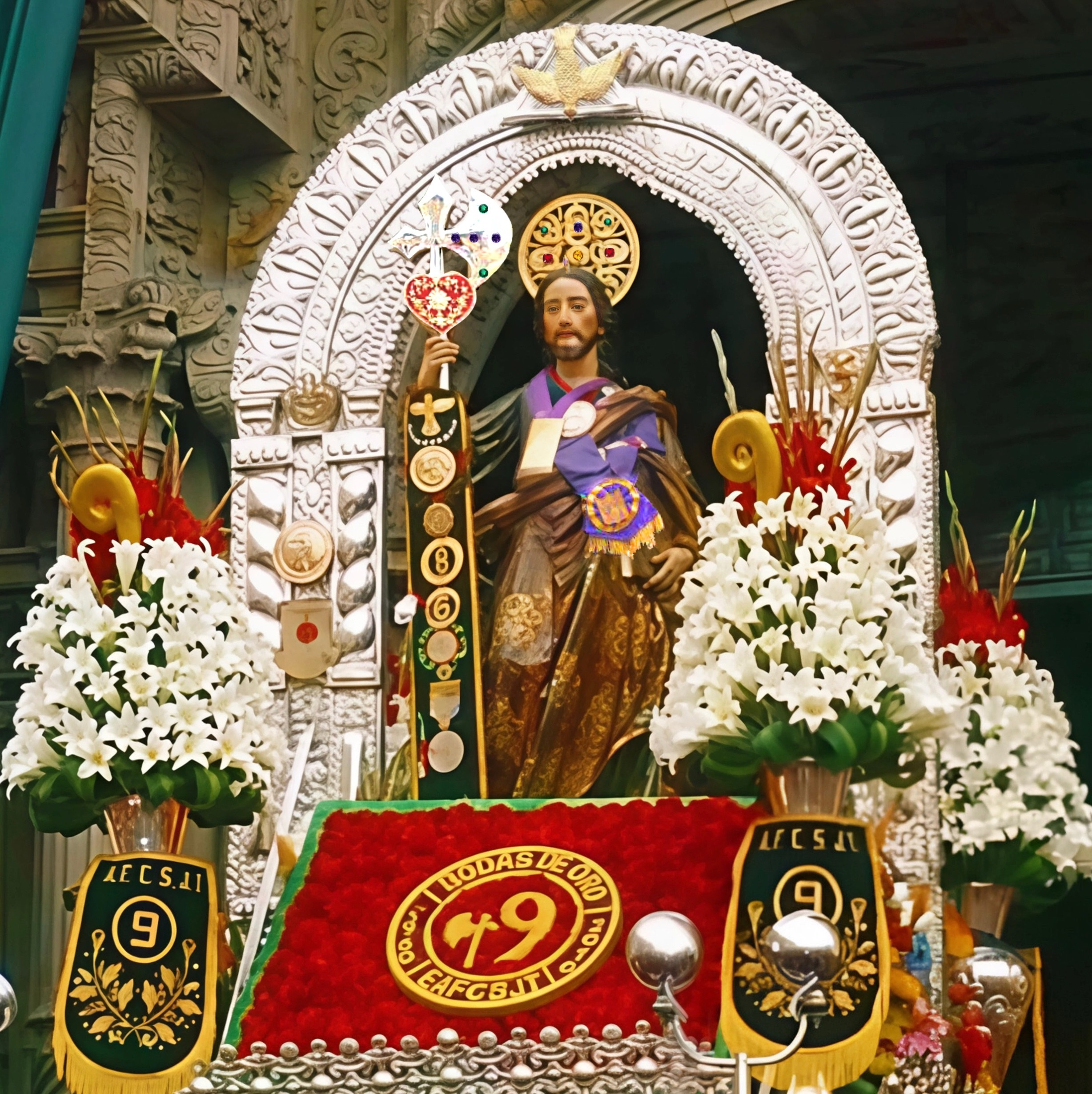
Imagen del Santo Apóstol San Judas Tadeo en la puerta de la Basílica de San Francisco de Lima.

- La HSJT de Zárate, San Juan de Lurigancho.
- La HSJT de Santa Catalina (Perú).
- La HSJT de la Iglesia Sagrado Corazón de Jesús (Barranco), una de las más representativas de los balnearios del Sur de Lima.
- La HFCCSSJT del Templo Faro (Callao).
- La Hermandad de San Judas Tadeo de Ferreñafe.
- La Hermandad de San Judas Tadeo de Chepén.
- La Hermandad de San Judas Tadeo de Tumán.
- El Apostolado Franciscano de Damas y Caballeros de San Judas Tadeo de la parroquia San Antonio de Padua (Chiclayo).
- 5 000 apostolados y hermandades, 15 000 comités de fiesta, 800 comunidades, 500 capillas y templos en honor a san Judas Tadeo.

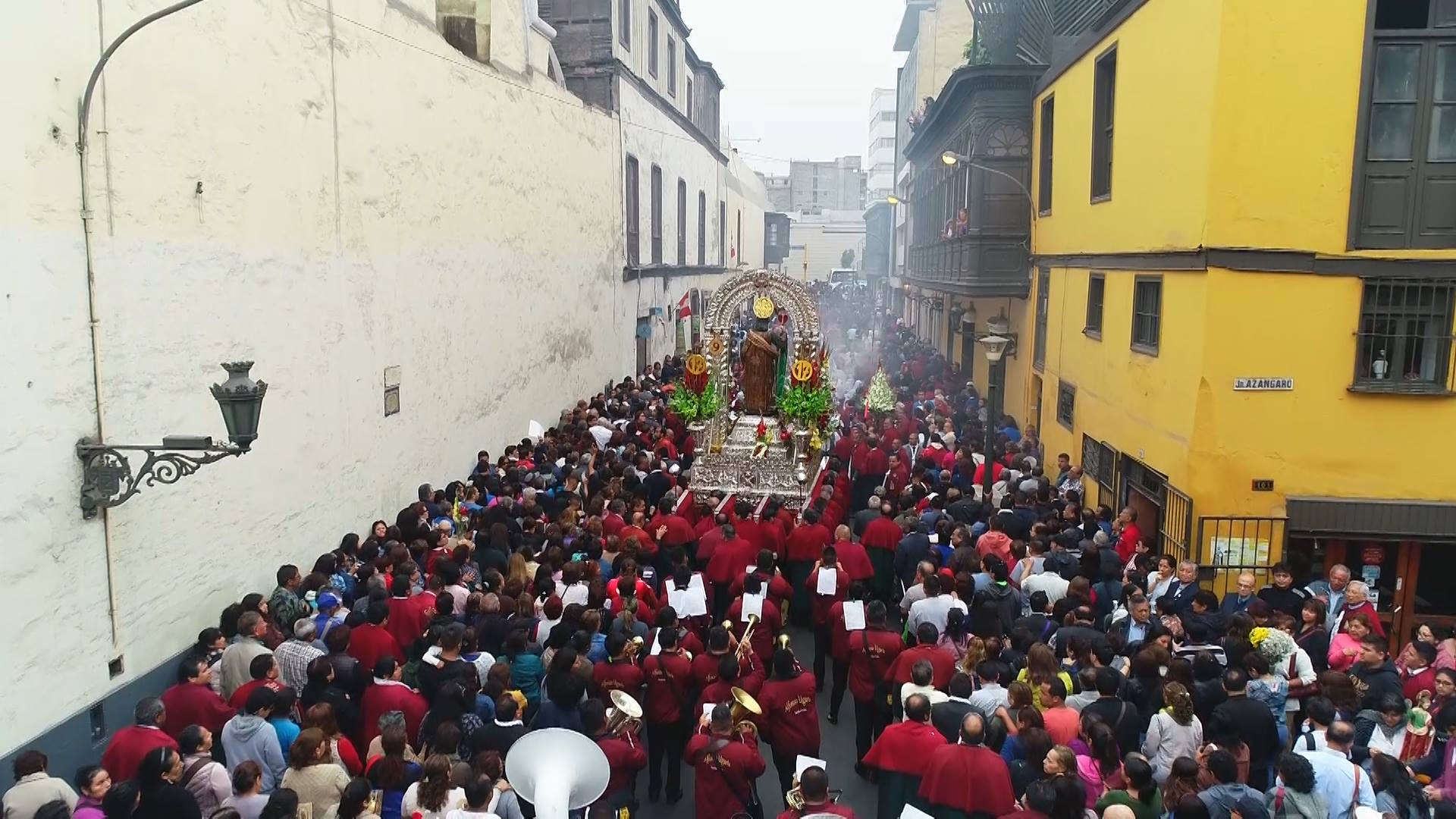
Es considerada la segunda procesión más grande, importante y multitudinaria del Perú después de la del Señor de los Milagros de Nazarenas.

Tiene varios reconocimientos en el Perú. Algunos de ellos son:
- Patrón del Trabajo (nombrado bajo el grado de Gran Cruz mediante resolución ministerial en lectura del entonces Ministro del Trabajo, Alfredo Chau Villanueva en 1990).
- Patrón del periodismo peruano.
- Patrón de las causas imposibles y desesperadas (reconocimiento popular).
- Patrón de las Migraciones.
- Gran oficial protector de la Policía de Turismo del Perú (bajo resolución directoral N° 004-2010-DIRTRUPRAMB/EM en lectura el 4 de noviembre del 2010 en presencia del director de Turismo y Protección del Ambiente de la Policía Nacional del Perú, el general César Paredes).
- Patrón de la Dirección de Bienestar Policial de la Policía Nacional del Perú.
- Comendador de la Fuerza Aérea del Perú (bajo resolución en lectura en el 2008).
- Santo Patrón de la Institución Educativa Víctor Raúl Haya de la Torre - INEI N°46 del distrito de Ate Vitarte.
- Medalla y corazón policial de la Policía Nacional del Perú entre otros reconocimientos más.

En sus muchas décadas de veneración, ha recibido varias condecoraciones de las que resaltan:
- Las llaves del distrito limeño del Rímac (entregadas en el 2002).
- Las llaves de la Provincia Constitucional del Callao (entregadas en su primera visita al Primer Puerto del Perú en 1995).
- Escudo municipal representativo del distrito limeño de Comas.
- Escudo municipal representativo del distrito limeño de Surquillo.
- Medalla "Ciudad de Lima" (alta condecoración que otorga la Municipalidad Metropolitana de Lima entregada bajo resolución de alcaldía N° 240 por el entonces alcalde, el licenciado Luis Castañeda en lectura el 28 de septiembre del 2018 con motivo de celebrarse y cumplirse 265 años desde el inicio de los cultos públicos de la sagrada imagen de San Judas Tadeo en el Perú).
- Recibió varios homenajes y condecoraciones de altas autoridades del país como presidentes, alcaldes y congresistas, así como de instituciones emblemáticas del Estado como la Fuerza Aérea del Perú, la Policía Nacional del Perú entre otros más.

El 8 de noviembre de 1958 se realizó la ceremonia de bendición de las sagradas andas de plata del apóstol, siendo apadrinadas por el entonces señor presidente de la República, Manuel Prado Ugarteche y su señora esposa, Clorinda Málaga de Prado. Estas andas pesan 872.82 kilos pero, luego de agregar el motor para la iluminación, los arreglos florales y la sagrada imagen, en total puede llegar a pesar hasta 3 toneladas.

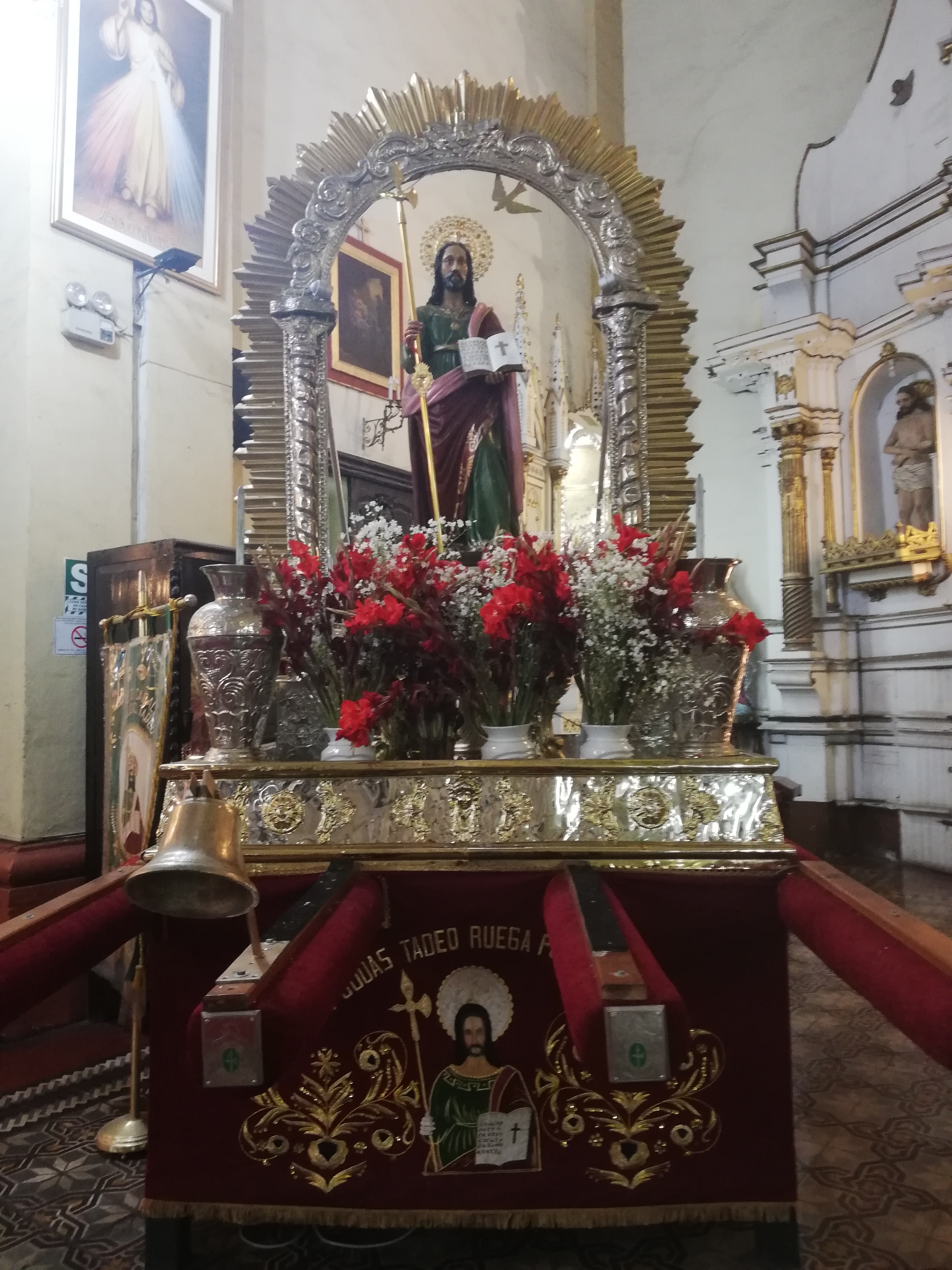
Imagen del Santo Apóstol San Judas Tadeo en el Altar de la Parroquia de Santa Ana, Barrios Altos (Lima Peru).
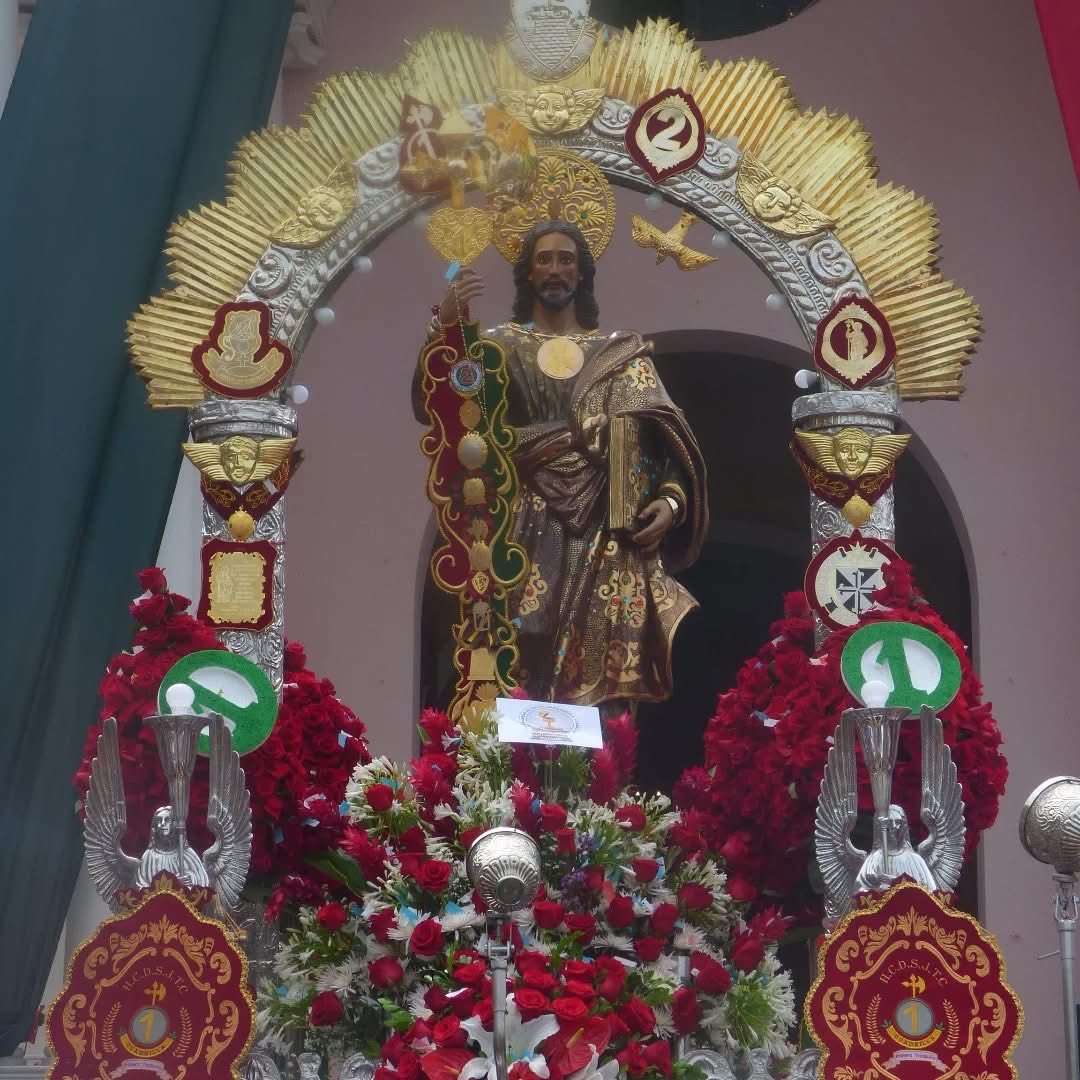
Imagen del Santo Apóstol San Judas Tadeo en sus Sagradas Andas de la Provincia Constitucional del Callao.
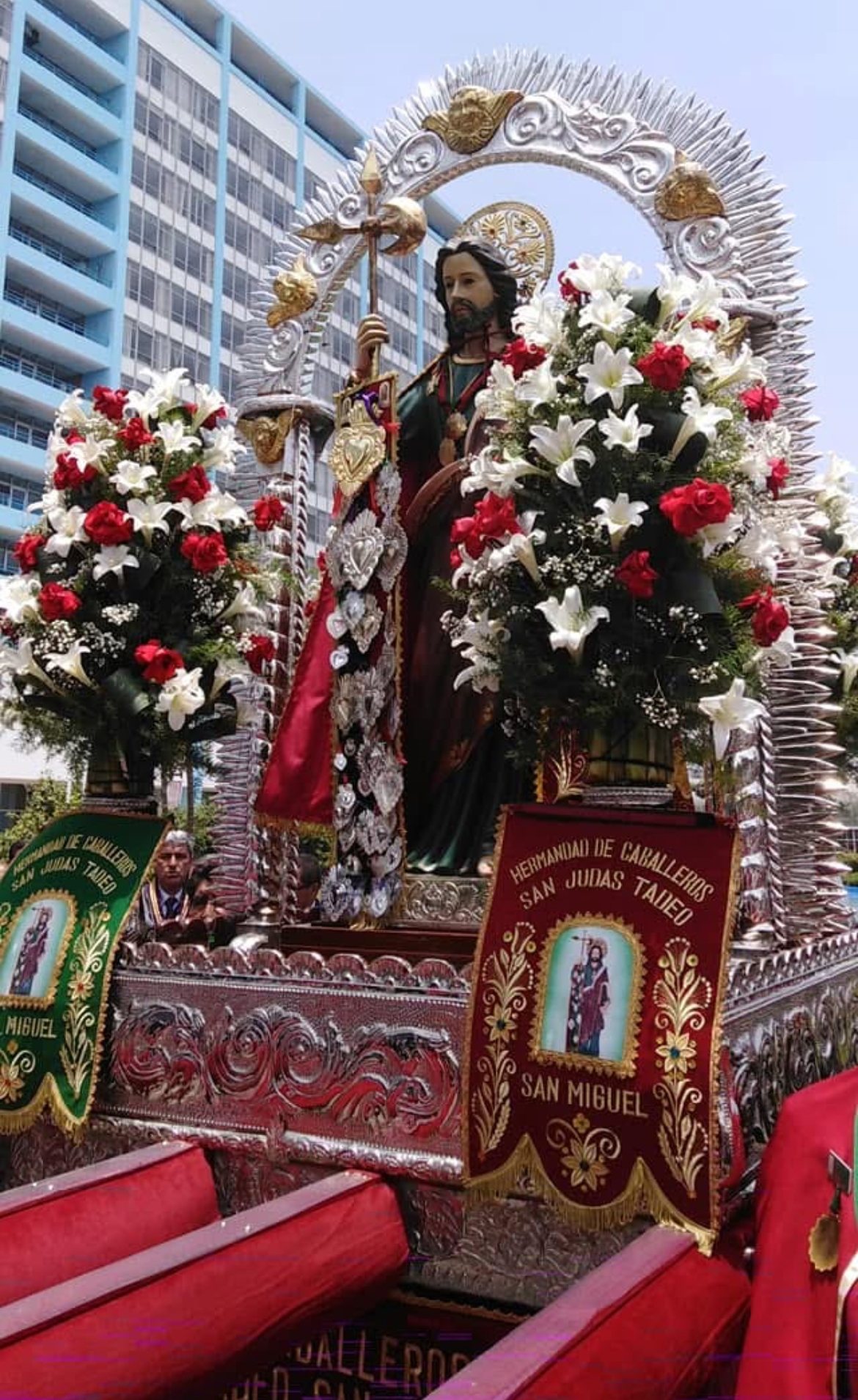
Imagen del Santo Apóstol San Judas Tadeo en sus Sagradas Andas del Distrito de San Miguel Lima Peru.
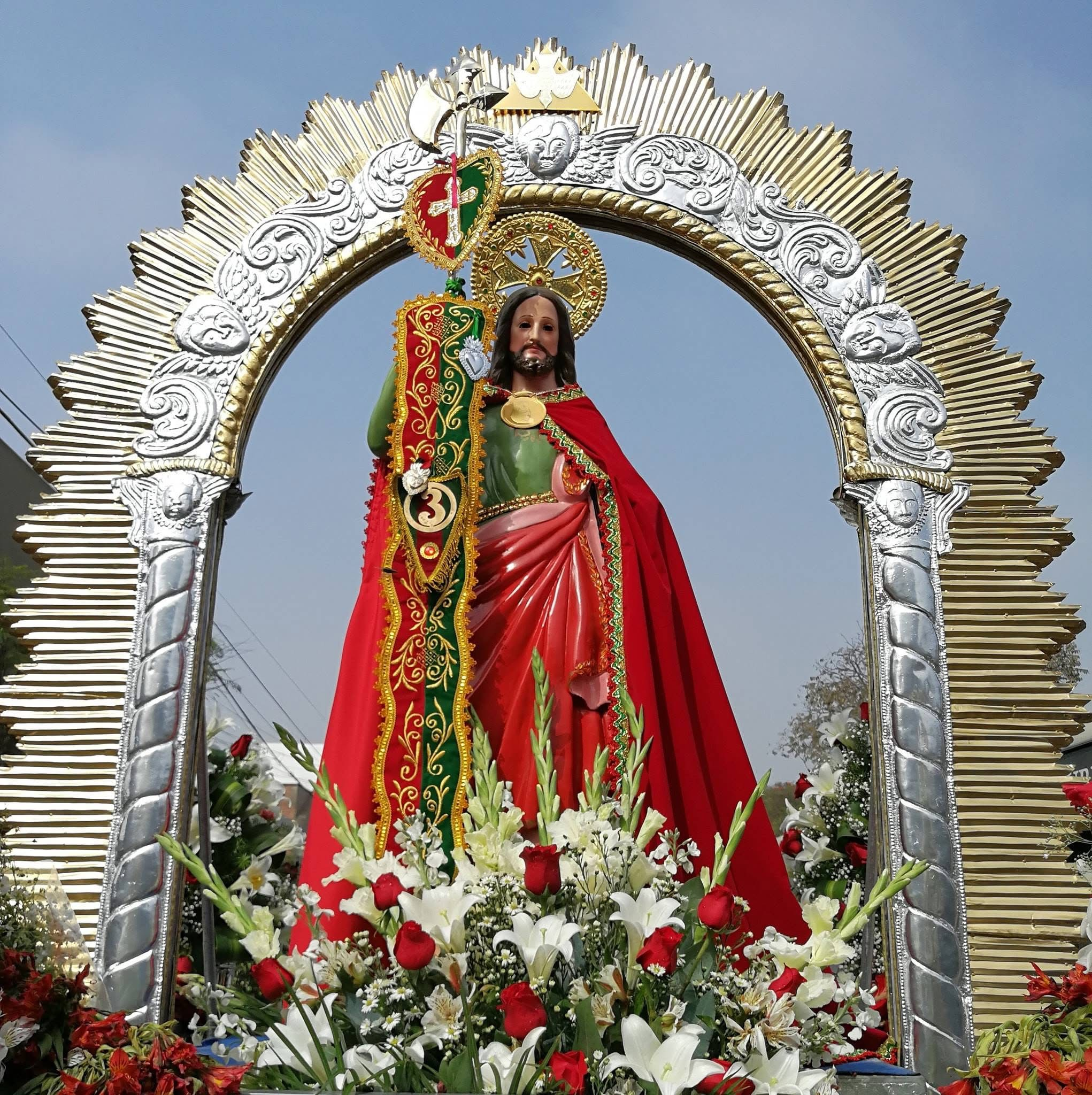
Imagen del Santo Apóstol San Judas Tadeo en sus Sagradas Andas de Zárate del Distrito de San Juan de Lurigancho Lima Peru.

### México

#### Ciudad de México

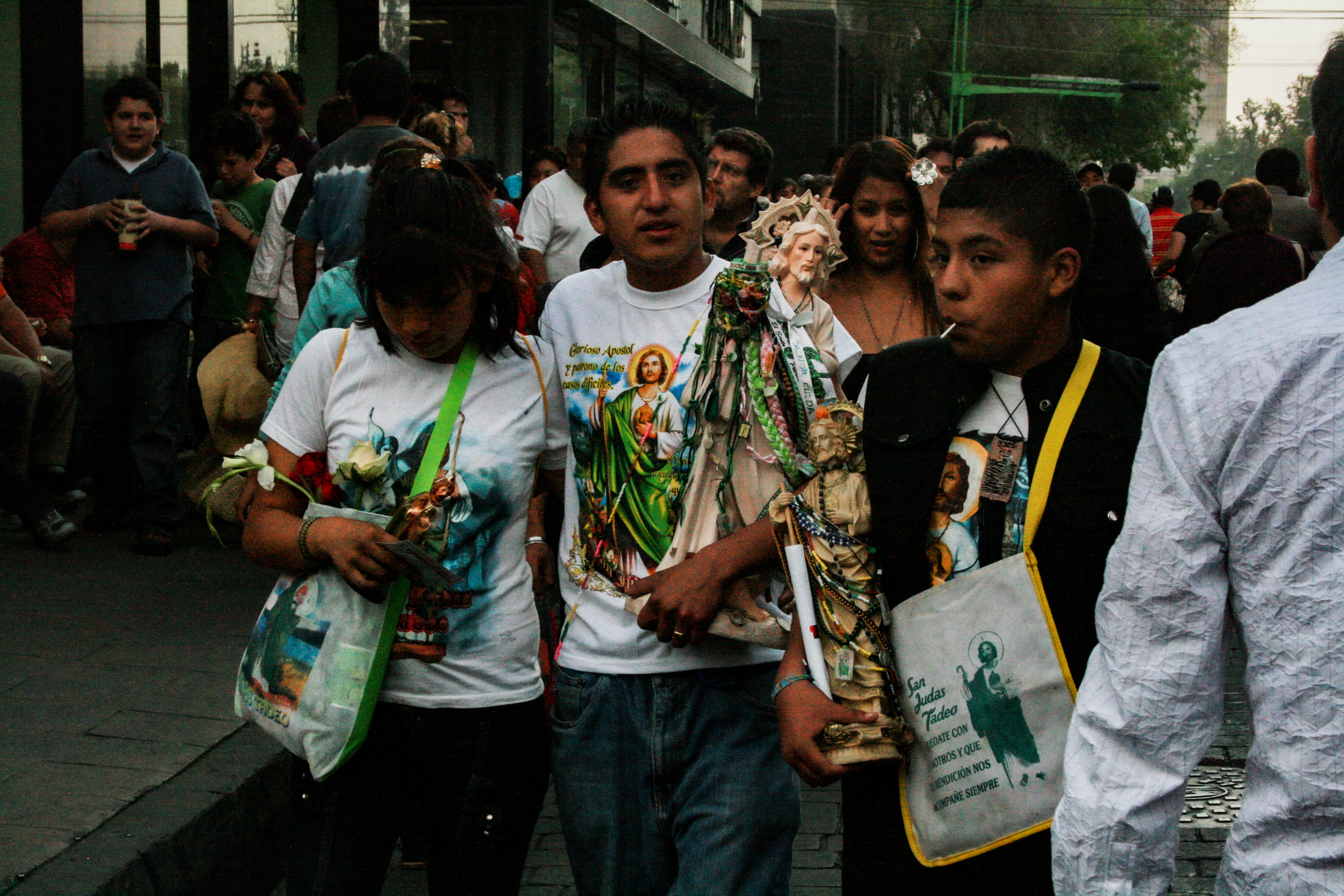
Sanjuderos en el centro de la Ciudad de México, caminando con imágenes, camisetas y escapularios de San Judas Tadeo.

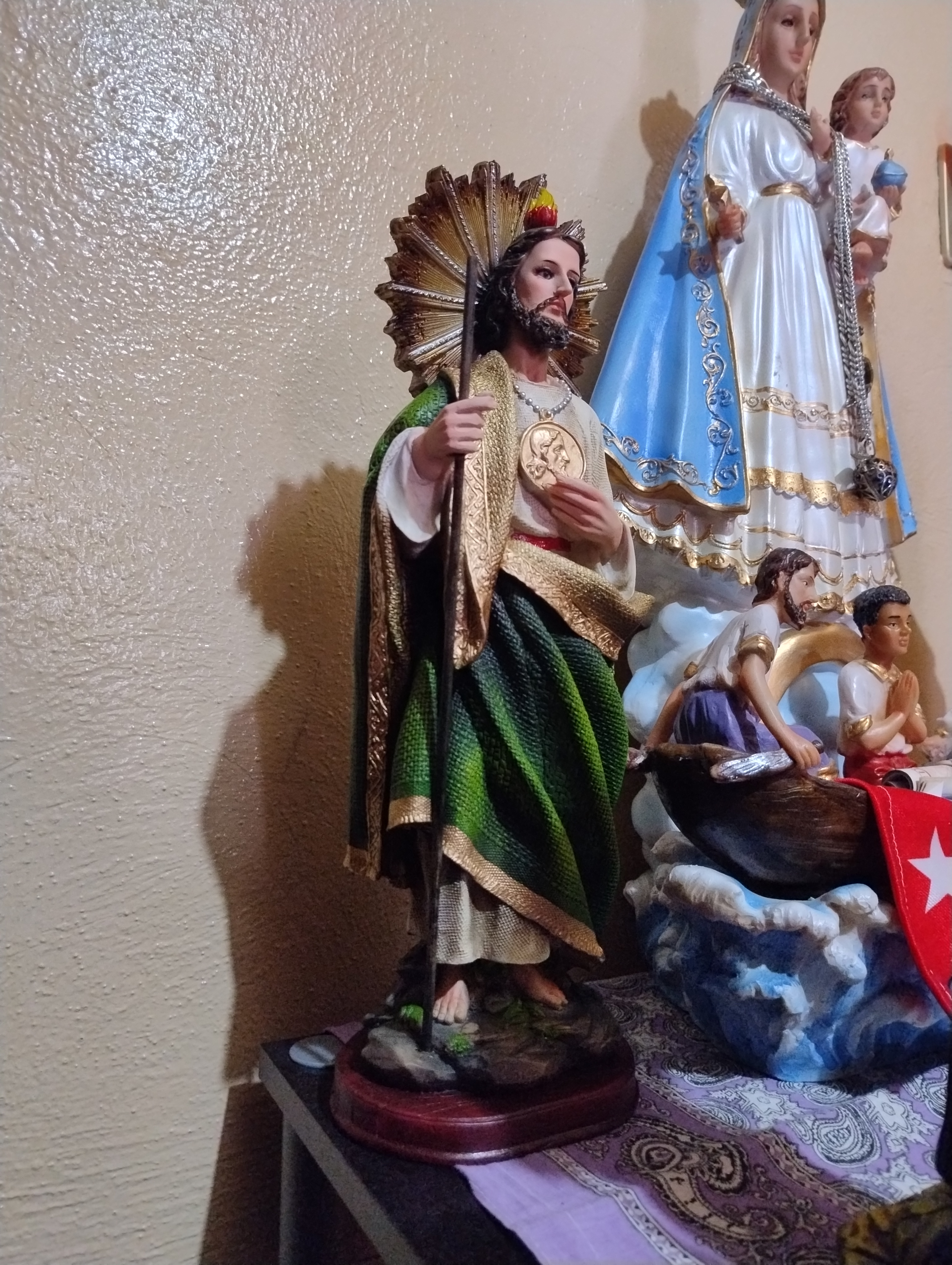
Altar a San Judas Tadeo acompañado de otros santos importantes en la cultura mexicana.

En México, su devoción está ampliamente extendida en la capital, principalmente en los estratos poblacionales más pobres. El templo de san Hipólito, patrono de la ciudad desde la época novohispana, fue cambiado en advocación a San Judas Tadeo, a donde acuden mensualmente cada día 28 a venerarle sus fieles, y con énfasis el 28 de octubre, día en que se hacen fiestas públicas en su honor. Se tiene como costumbre el ir por primera vez a su templo y obsequiar ofrendas a los cientos de asistentes que colman el templo ubicado en la esquina de Avenida Hidalgo y Paseo de la Reforma. Se suele llevar hasta el templo imágenes del santo desde la casa del fiel, mostrándolo públicamente.

En torno de San Judas Tadeo en la ciudad de México se ha desarrollado una muy importante devoción. Sea por enfermos incurables o por familiares de esos enfermos, el templo donde se lo venera es ya insuficiente para los cientos y en ocasiones miles de solicitantes de salud. Pero lo curioso es que el templo no está bajo su advocación, pues el viejísimo edificio fue dedicado a San Hipólito, quien fuera el primer patrón de la ciudad de México [...] Hoy, fuera del relieve de la fachada donde se lo representa, el templo no conserva una sola imagen suya, pues ha sido olvidado por la creciente devoción a San Judas Tadeo.
Mariano Monterrosa Prado y Leticia Talavera Solórzano

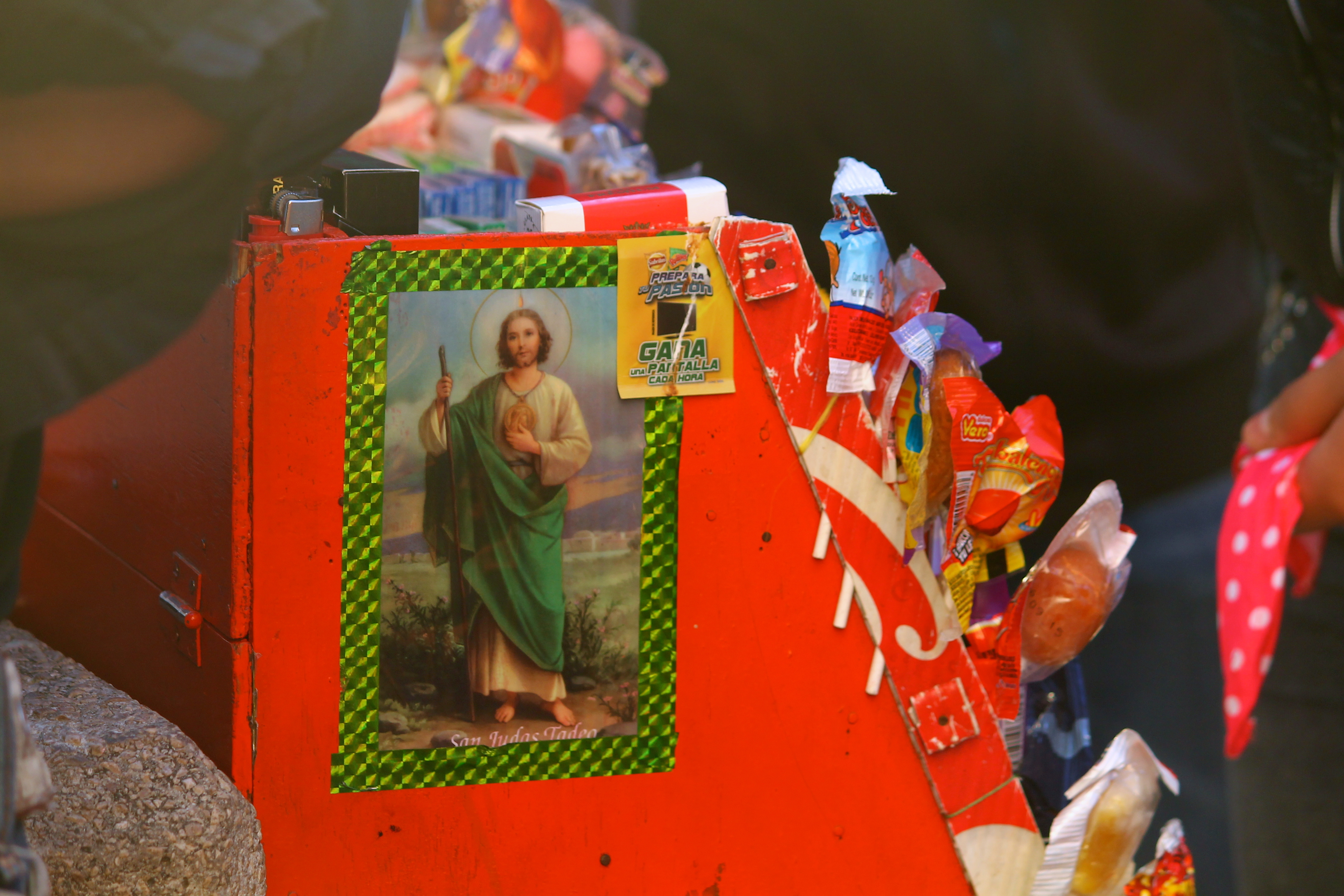
Una tarjeta con la imagen de San Judas Tadeo en la caja de un vendedor de dulces ambulante.

Muchas de las peregrinaciones que van a San Hipólito se dirigen el 28 de octubre hacia Puebla, a venerar las reliquias que se exhiben durante una semana en la Parroquia que tiene como patrón al Santo Apóstol.

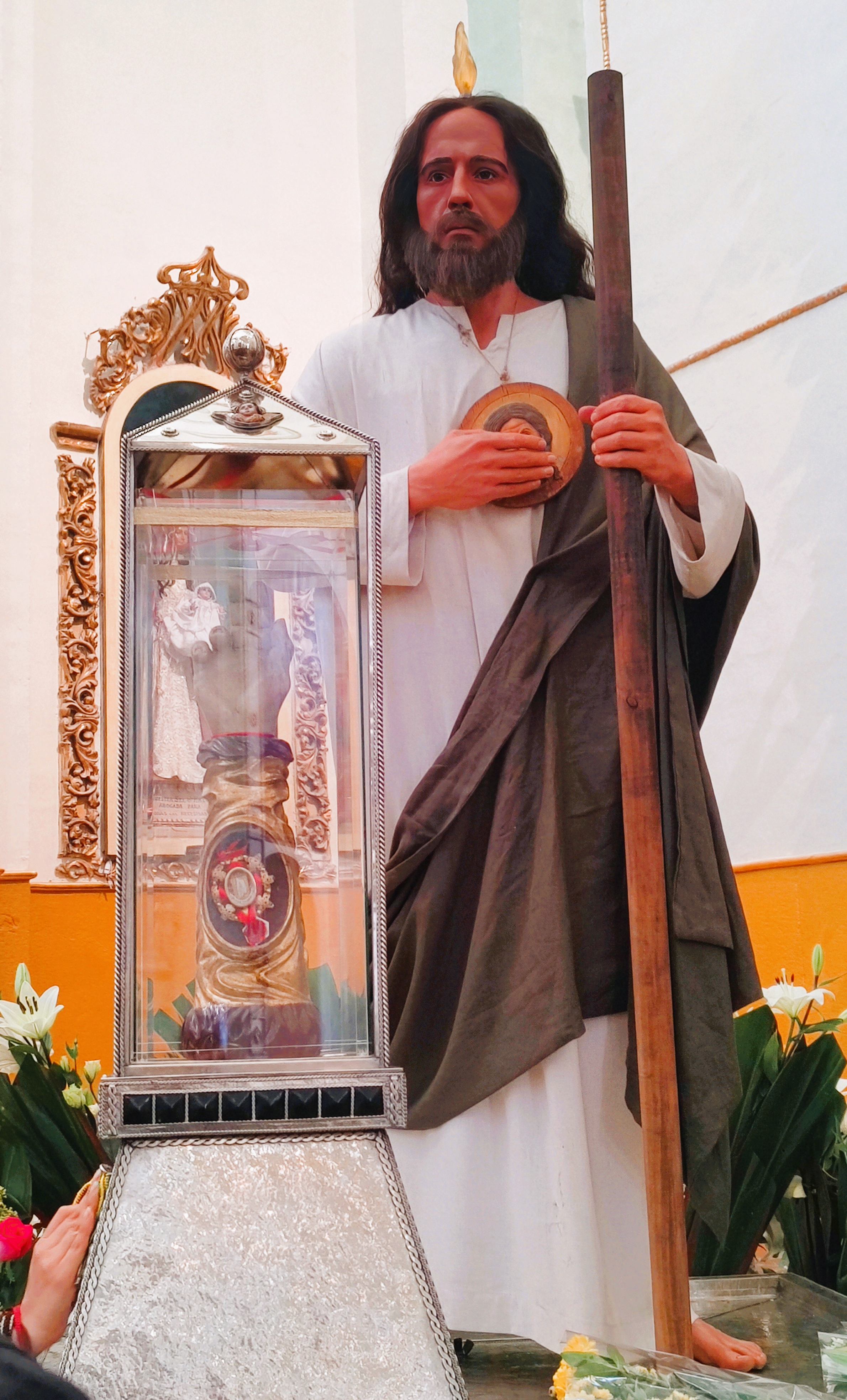
Reliquia de San Judas Tadeo

#### Estado de Zacatecas

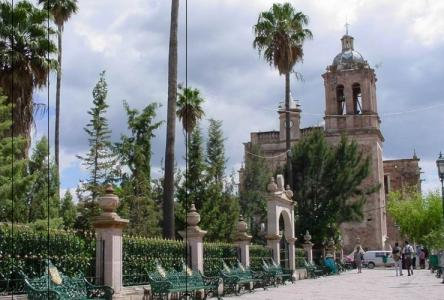
Templo de San Judas Tadeo en Villanueva, Zacatecas, considerado entre los más importantes dedicados al santo en México.

En el pueblo de Villanueva ubicado en el estado de Zacatecas, hay un templo en honor de San Judas Tadeo al que, el 28 de octubre, llegan a venerarlo peregrinos de todo el estado, del resto del país y del extranjero. Sin dudas, el templo dedicado a San Judas Tadeo en Villanueva, Zacatecas, es uno de los templos más importantes en el país y se atribuye haber sido el primero en todo el continente americano donde se veneró a San Judas Tadeo.

#### Estado de Hidalgo
También es venerado en la comunidad de Buenavista, municipio de Alfajayucan, en el estado de Hidalgo, en donde actualmente se está construyendo una capilla en su honor.
En Pachuca se encuentra un Santuario en la Colonia Carboneras, muy visitado en especial el 28 de cada mes. En la colonia El Palmar se ubica una parroquia a la que los feligreses acuden para pedir a San Judas Tadeo que les ayude en sus causas difíciles.

#### Estado de Puebla
En el estado de Puebla es venerado principalmente en los municipios de Huixcolotla y Tecamachalco. Hasta ahí caminan peregrinos de varias partes de los estados de Chiapas, Veracruz y Tabasco. Llegan a una casa de reunión en el centro de la ciudad y en otras partes en donde se expone la imagen y se le cantan Las mañanitas. Participan danzantes del estado de Chiapas que bailan enfrente de la imagen de San Judas Tadeo, se hace oración durante unas horas y luego se parte en peregrinación hacia una capilla que se encuentra en el municipio de Huixcolotla. Esta peregrinación se realiza desde hace más de tres décadas y participan alrededor de 5 000 peregrinos de los estados antes mencionados.
En la parroquia de San Judas Tadeo (ubicada en la Prolongación de 16 de septiembre 13121, Puebla), cada 28 de octubre asisten alrededor de 20 000 fieles a venerar las reliquias del santo que se exponen en dicha parroquia.[cita requerida]

#### Estado de Quintana Roo

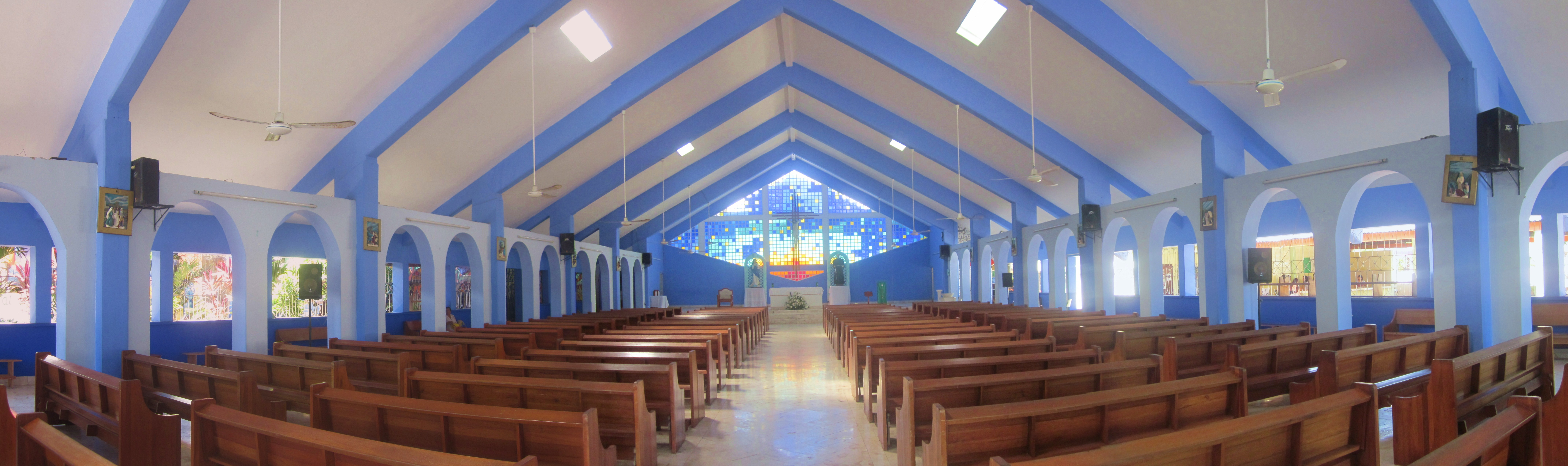
Parroquia de San Judas Tadeo en Chetumal, Quintana Roo

En el estado caribeño, este santo es venerado en la ciudad de Chetumal, siendo el patrono del lugar. Cada veintiocho de octubre se le hace una misa donde acuden muchos fieles y se empiezan las celebraciones de la "Feria de la Frontera Sur" donde acuden las familias chetumaleñas y de los alrededores municipales, así como gente de Belice. Su parroquia es una de las más concurridas junto con la parroquia de Guadalupe y la Catedral del Sagrado Corazón de Jesús.

#### Estado de Chihuahua
En el estado fronterizo la devoción a San Judas Tadeo esta latente en las diversas iglesias y altares a lo largo del territorio. Por las carreteras y caminos se encuentran capillas y oratorios dedicados a San Judas. En Cd. Juárez diariamente asisten sus devotos a su Iglesia o a visitar su Imagen en la catedral. 

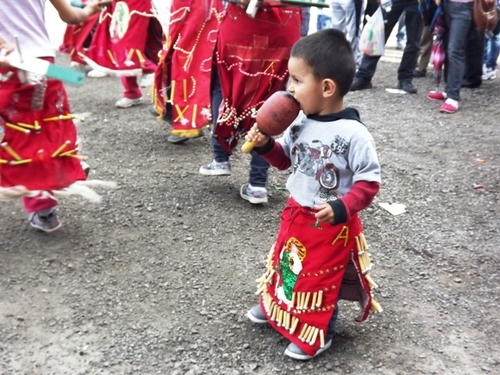
Matlachines en la fiesta patronal del Templo de San Judas Tadeo (Meoqui, Chihuahua).

A las afueras de Cd. Chihuahua, capital del estado, se cuenta con un lugar de peregrinación en el ejido de Tomás García a donde los fieles acuden a pagar ´mandas´ (promesas en honor del apóstol).  Diariamente se ven peregrinos que caminan desde la ciudad hasta la capilla de Tomás García. Actualmente la capilla esta deteriorada y los espacios públicos ocupados por ambulantes del lugar lo que ha creado un conflicto por parte de los peregrinos y la iglesia hacia los ejidatarios. La Arquidiócesis planea construir cerca de esta Iglesia una nueva a fin de evitar los conflictos entre la población.

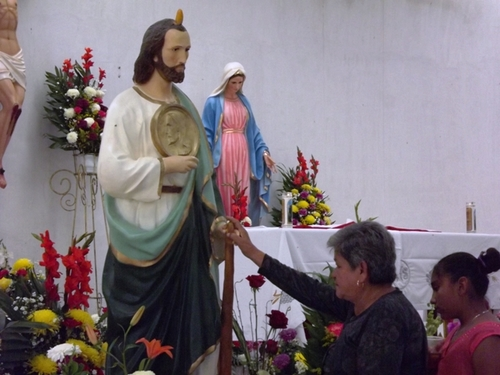
Templo de San Judas Tadeo, Meoqui (Chihuahua) cada año miles de devotos visitan este santuario en Chihuahua.

Otro centro de devoción nacional es el templo de San Judas Tadeo en Cd. Meoqui donde actualmente se está ampliando la Iglesia de San Judas para dar cabida a los fieles cada vez más numerosos que visitan el lugar diariamente y en especial los días 28 de cada mes; la primera capilla es del año 1980 y debido a la creciente devoción se destruyó para construir un nuevo santuario. Diariamente hay devotos que transitan la carretera Meoqui - Delicias para visitar al santo en esta capilla a donde acuden incluso devotos de los Estados Unidos. En la población de Los Alicantes, en el municipio de La Cruz,también se encuentra una Iglesia muy visitada por la feligresía. Para la fiesta el 28 de octubre las capillas e iglesias de Sab Judas reciben a cientos de devotos, se calculan en más de 200 las capillas y oratorios a San Judas Tadeo en las carreteras de Chihuahua siendo al menos 20 los que cuentan con culto católico periódico; las demás son solo centros devocionales y de oración donde usualmente las personas dejan veladoras y exvotos.

### Guatemala
En la Iglesia de la Merced de la Nueva Guatemala, 11 Avenida y 5.ª. Calle Zona 1, se venera una imagen del santo en un cuadro que lo representa como un hombre joven, cuadro usualmente llevado en procesión en la festividad del santo. el día 28 de octubre. La fiesta patronal es celebrada de manera relevante en la ciudad Capital.
Judas Tadeo es considerado el patrono de los negocios y de los trabajos; las personas suelen llevarle veladoras y rosas rojas. Existe gran cantidad de placas conmemorativas que se encuentran colocadas en el interior de la iglesia, en agradecimiento a los favores concedidos.
En este templo existe junto al cuadro de la imagen, un relicario que gurda parte de las reliquias del santo.

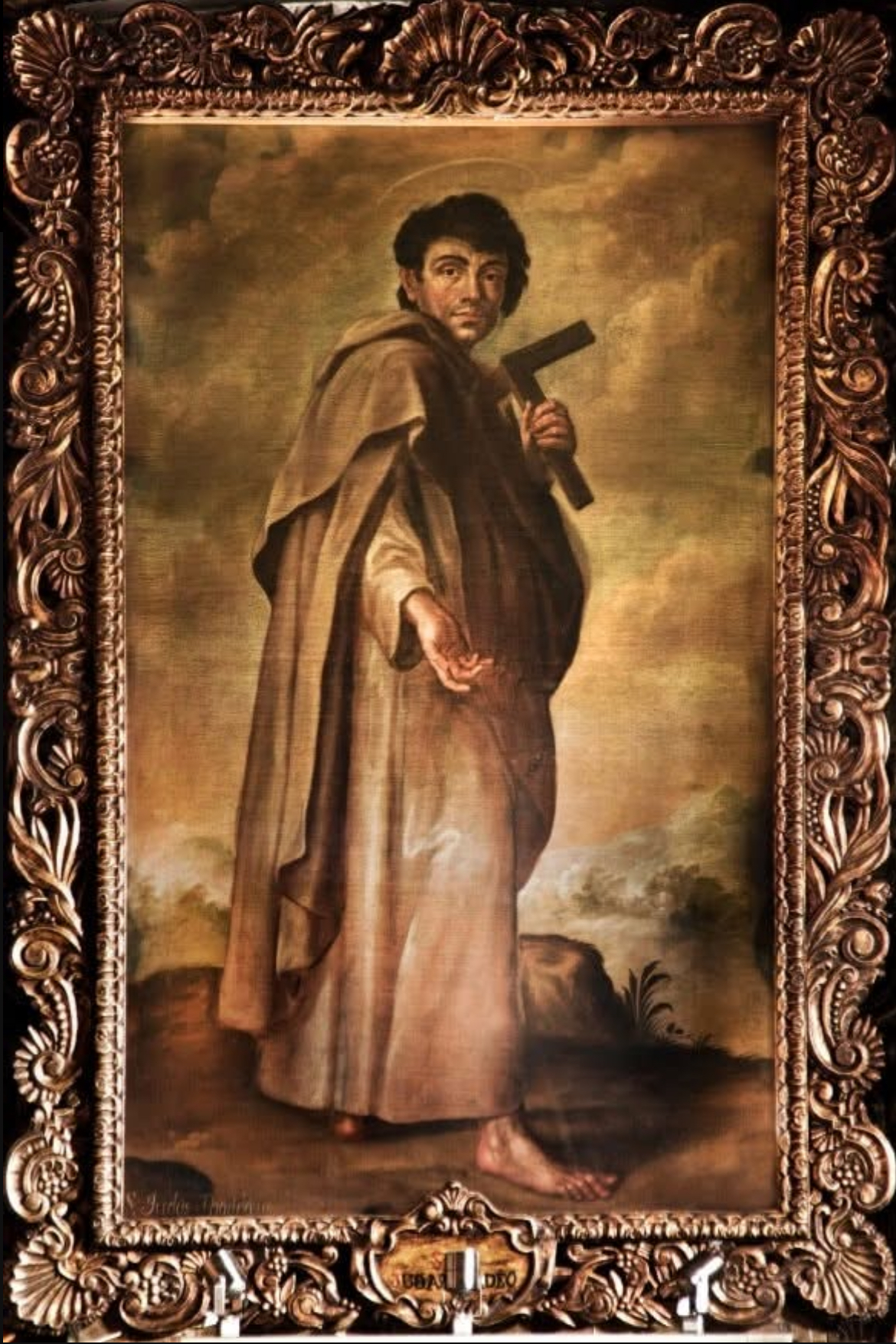
Cuadro del Santo Apóstol San Judas Tadeo, Venerado en Guatemala.

### Cuba
En toda la isla continental de Cuba existe una muy extendida devoción al santo, al que se invoca por su particular patrocinio ante los «casos imposibles, difíciles y desesperados». Su imagen más conocida está ubicada en la parroquia de San Judas y San Nicolás en la ciudad de La Habana, cuya fiesta cada 28 de octubre congrega a  fieles que se aglomeran no solo en el templo, sino que abarrotan todas sus inmediaciones en un constante peregrinar.
Sus estampas son frecuentes entre los cubanos católicos como expresión de la piedad popular. En muchas parroquias del país donde no existen imágenes representativas del apóstol, se ofrece la celebración eucarística al conmemorarse su festividad, y se efectúan rogativas con la simple presencia de alguna estampa colocada sobre el altar o en alguna pequeña capilla improvisada al efecto.

### Panamá
En Panamá es uno de los santos de mayor devoción, aparte de San Juan Bosco y la Santísima Virgen María bajo la advocación de la Virgen del Carmen. Una parroquia situada en el corregimiento de Juan Díaz lleva su nombre.

### Chile
La devoción a San Judas Tadeo en Chile llegó junto a los padres claretianos, procedentes de España, quienes se establecieron en 1870 en Santiago. Tras su llegada al país, expandieron la congregación a otras ciudades del país como Antofagasta, Copiapó, La Serena, Valparaíso, Curicó y Temuco, donde establecieron colegios, dispensarios, comedores e internados. En 1879 se inauguró y bendijo la Basílica del Corazón de María, emplazada en el barrio San Diego, en el centro de Santiago, que es la sede nacional de la orden.
Su imagen, venerada por la orden claretiana, y replicada en las iglesias establecidas por la orden en el país, fue traída por un sacerdote español en 1910, cuando una feligresa de la Basílica, Elena Correa, devota de San Judas Tadeo, propuso la colocación de un altar en honor al santo en la Basílica, el cual fue traído por la orden del Oratorio de San Felipe Neri, quienes dejaron el país. En 1922 se rezó la primera novena a San Judas Tadeo, expandiendo rápidamente la devoción a otras ciudades del país, especialmente en la que los claretianos cuentan con su presencia, erigiendo altares e imprimiendo novenas y estampas en la imprenta que la orden mantuvo en Santiago. 
Actualmente, los 28 de cada mes, millares de fieles se reúnen en la Basílica para participar en las misas y dar gracias al santo por los favores recibidos. El día de su fiesta, el 28 de octubre, se realizan misas desde las 8 de la mañana hasta las 7 de la tarde, siendo esta última presidida por el arzobispo de Santiago, además de realizar una procesión por las inmediaciones de la iglesia, siendo acompañada por una multitud proveniente de distintos puntos de la ciudad y el país.
Además de Santiago, a San Judas Tadeo se lo venera en la localidad de Malloa, en la Región de O'Higgins, de la cual es su santo patrono. Millares de peregrinos de la localidad y sus alrededores se reúnen el 28 de octubre para rendir culto al santo, cuya devoción se originó en 1887, cuando un sacerdote italiano trajo una pintura con la imagen del santo tras enterarse de un brote de cólera que se propagó en la zona, encomendando a San Judas Tadeo para la protección de los enfermos, los cuales han sido curados tras realizar una procesión desde Pelequén hasta Malloa, donde fue colocada en el altar mayor de la iglesia local.

## Citas bíblicas
1. ↑  Lucas 10:1-24
2. ↑  Mateo 10,3; Marcos 3,18
3. ↑  Lucas 6,16; Hechos 1,13
4. ↑  Judas 1:1
5. ↑  Juan 14,22-23
6. ↑  Hechos 1,12-14
7. ↑  Gálatas 1,19
8. ↑  Hechos 12,17; Hechos 15,13-21
9. ↑  Marcos 6,3